# カルロス・デ・カンダモ
カルロス・デ・カンダモ（Carlos de Candamo、1871年2月15日 - 1946年2月16日）は、ペルーの男子テニス、ラグビー、フェンシング選手、外交官。

## 概要
外交官の息子としてイギリスのロンドンで生まれ、その後フランスへと引っ越した。1891年には現在の全仏オープンの前身となるフランス選手権に出場た。またフランスのラグビーチームラシン・メトロ92の前身となるラシン・クラブ・ド・フランスでプレーした。
1900年のパリオリンピックにペルーから初のオリンピック選手として出場した。 出場したのはフルーレとエペ種目だった。その後は外交官として活動する傍らで国際オリンピック委員会の委員を務めていた。